# Pachyramphus surinamus
A Pachyramphus surinamus a madarak (Aves) osztályának verébalakúak (Passeriformes) rendjébe és a Tityridae családjába tartozó faj. Egyes szervezetek az egész családot, a kotingafélék (Cotingidae) családjában sorolják Tityrinae alcsaládként.

## Rendszerezése
A fajt Carl von Linné svéd természettudós írta le 1766-ban, a légykapófélék (Muscicapidae) családjába tartozó Muscicapa nembe  Muscicapa surinama néven.

## Előfordulása
Dél-Amerika északi részén, Brazília, Francia Guyana és Suriname területén honos. A természetes élőhelye a szubtrópusi vagy trópusi síkvidéki esőerdők és szavannák. Állandó, nem vonuló faj.

## Megjelenése
Testhossza 13-14 centiméter, testtömege 20 gramm.
|  |  |

## Életmódja
Rovarokkal és gyümölcsökkel táplálkozik.

## Külső hivatkozások
- Képek az interneten a fajról
- Xeno-canto.org - a faj hangja és elterjedési területe